# Symposion (Xenophon)
Xenophons Symposion, auch eingedeutscht Gastmahl, schildert ein fiktives Symposion (Gastmahl mit anschließendem Trinkgelage), wie es den Umständen und Reden nach jederzeit im 5. Jahrhundert vor Christus in Athen hätte stattfinden können. Er verlegt es ins Haus des vornehmen und reichen Kallias, der im Anschluss an ein Pferderennen dazu eingeladen hatte. Sokrates und andere Athener nehmen daran teil. Ein Spaßmacher und eine Musikgruppe treten auf. Die Gespräche bewegen sich auf der Höhe einer entspannten Konversation, geraten sogar gelegentlich ins Stocken und werden dann von Sokrates wieder in Gang gebracht. Die Reden sind mal ernst, mal heiter. Sokrates’ Beiträge sind der herausragende geistige Mittelpunkt, ohne dass es zu vergleichbaren Ausführungen kommt wie in Platons Symposion. Die Schilderung vermittelt einen lebendigen Eindruck von der vergnüglichen Geselligkeit eines Gastmahles und bringt Sokrates menschlich näher.

## Ausgaben
- Xenophon: Die sokratischen Schriften. Memorabilien, Symposion, Oikonomikos, Apologie. Übertragen und herausgegeben von Ernst Bux. Kröner, Stuttgart 1956 (Kröners Taschenbuchausgabe 185).